# Ferrari 330
Ferrari 330 är en sportbil, tillverkad av den italienska biltillverkaren Ferrari mellan 1963 och 1969.

## Bakgrund
Ferraris 330-serie bestod av några sinsemellan ganska olika modeller. De fyrsitsiga vagnarna ersatte 250 GT 2+2 och byggde till stor del vidare på tekniken från denna. De tekniskt mer avancerade, tvåsitsiga modellerna var i praktiken 275:or med större motor.

## Motor
Colombo-motorn hade här för första gången förstorats genom att öka på slaglängden, nu till 71 mm. Cylinderdiametern var 77mm, samma som på 275:an. 330-motorn delar cylindermåtten med motorn i 400 Superamerica, men är inte identisk. Bland annat är avstånden mellan cylindrarna längre och trimningsgraden lägre.
| Modell | Motor              | Cylindervolym | Effekt | Bränslesystem              |
| ------ | ------------------ | ------------- | ------ | -------------------------- |
| 330    | 12-cyl V-motor ohc | 3967 cm³      | 300 hk | 3 st Weber 40DCZ förgasare |

## 330 America
1963 byggdes 50 st 250 GT 2+2 med fyralitersmotor under namnat 330 America. Detta var en interimsmodell, i väntan på den nya 330 GT 2+2.
Se även:
- Ferrari 250 GT 2+2

## 330 GT 2+2
I januari 1964 presenterades så den nya fyrsitsiga vagnen. Den kunde beställas med sådana extravaganser som styrservo och luftkonditionering. Den första serien fick utstå mycket kritik för sin speciella front med dubbla strålkastare. 1965 kom serie II, med en mer traditionell front med enkla strålkastare. Växellådan uppdaterades samtidigt med en femte växel. De traditionella ekerfälgarna från Borrani blev nu extrautrustning, då lättmetallfälgar infördes som standard.
Produktionen uppgick till 625 exemplar av serie I och ytterligare 455 exemplar av serie II.

## 330 GTC
På Genèvesalongen 1966 presenterades den tvåsitsiga coupén GTC, helt enkelt en GTS med fast tak.
Produktionen uppgick till 600 exemplar.

## 330 GTS
Denna öppna modell var en vidareutveckling av 275 GTS och presenterades på Bilsalongen i Paris 1966, ett halvår efter coupé-varianten GTC. Förutom den större motorn fick 330:n även en modifierad front.
Produktionen uppgick till 99 exemplar.

## Bilder

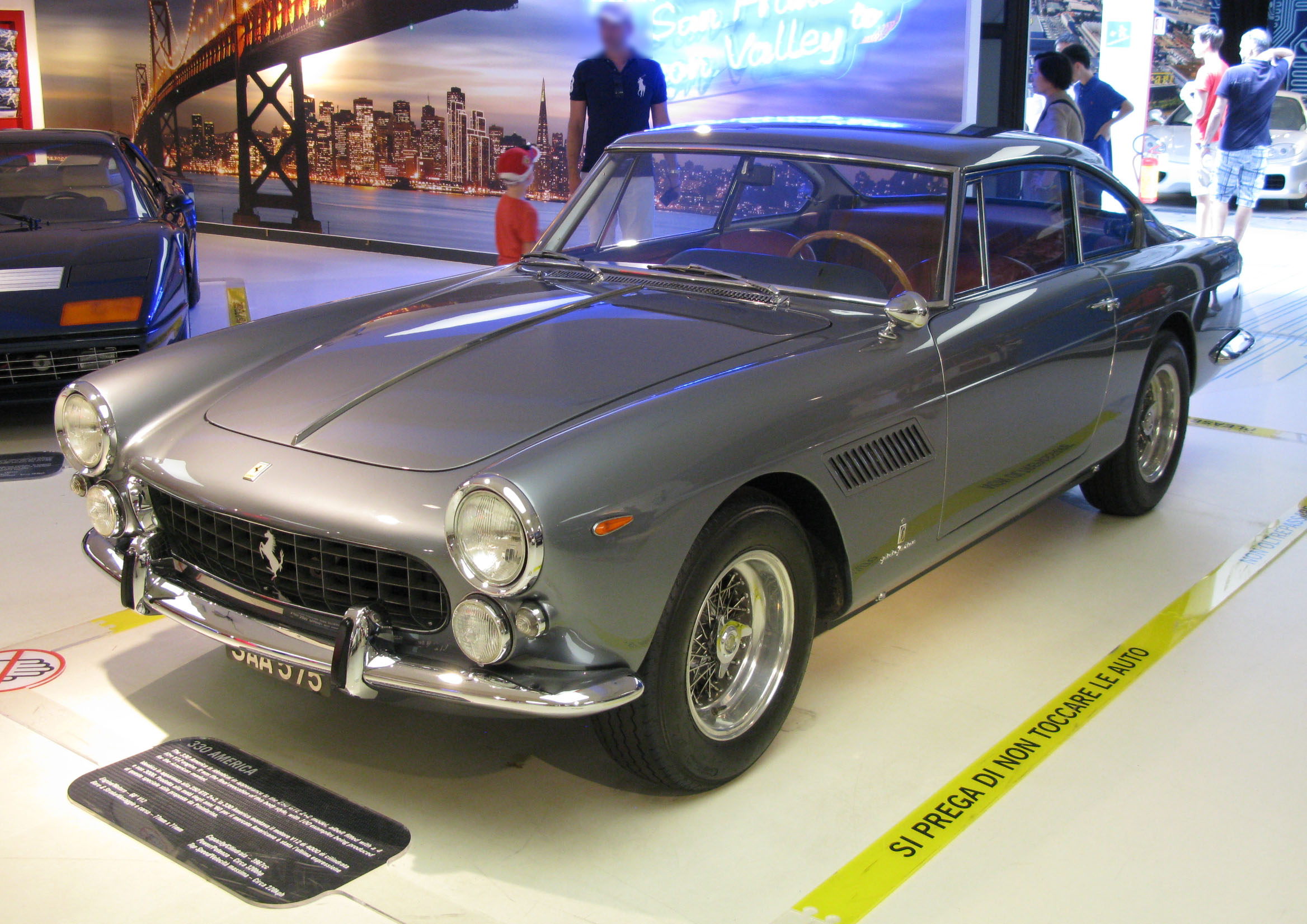
America
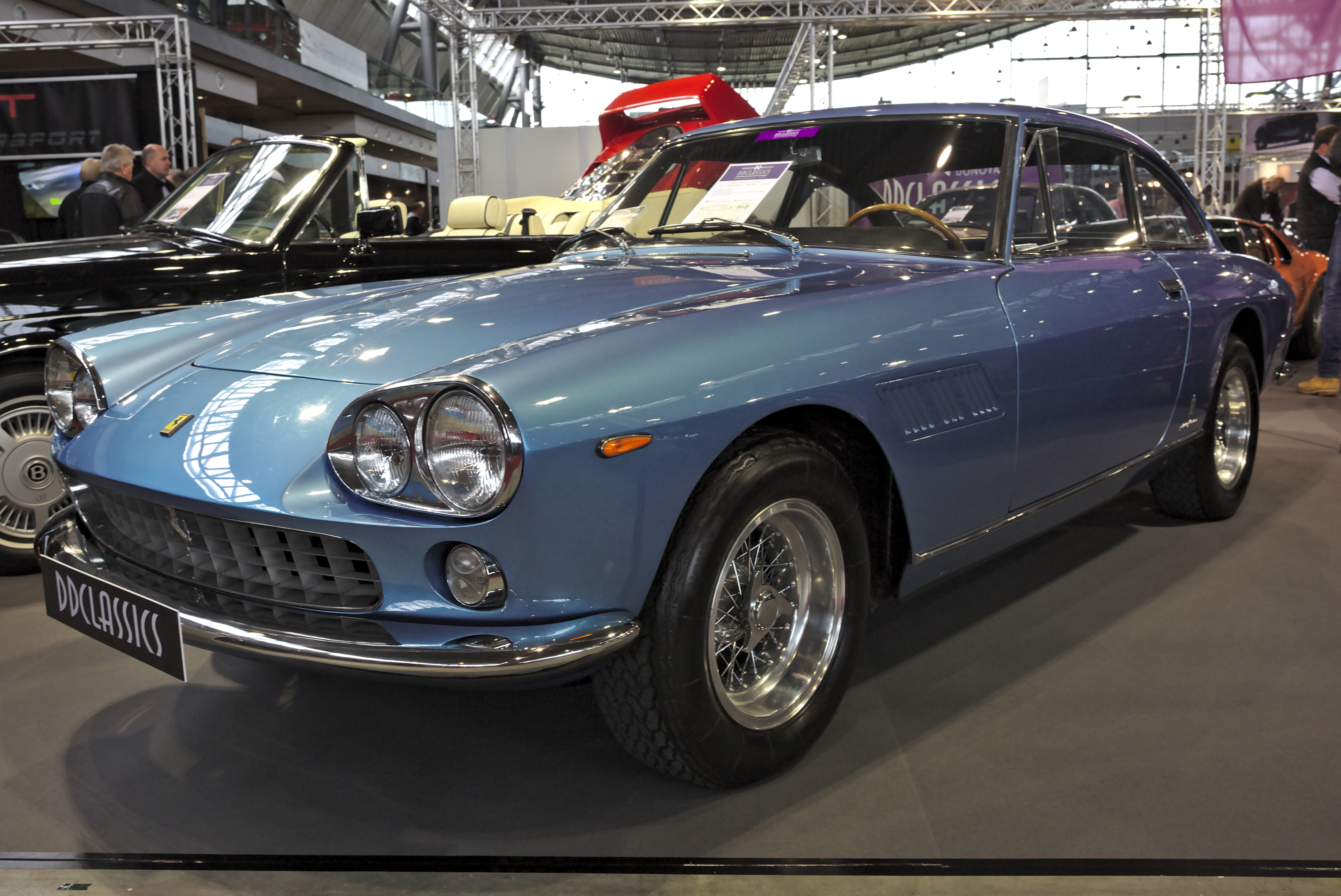
2+2 serie I
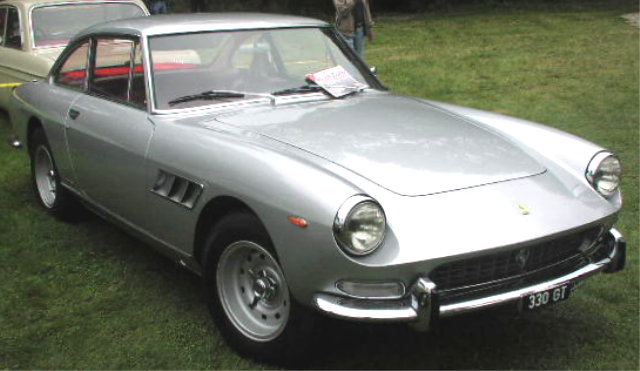
2+2 serie II
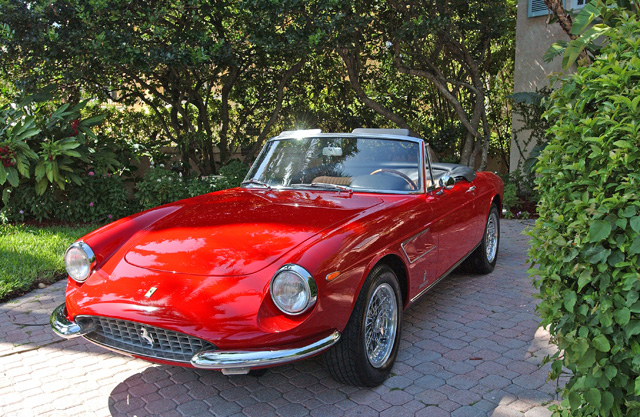
GTS